# Selaginella societatis
Selaginella societatis är en mosslummerväxtart som beskrevs av John William Moore. Selaginella societatis ingår i släktet mosslumrar, och familjen mosslummerväxter. Inga underarter finns listade i Catalogue of Life.